# Адам Томпсон (тенісист)
Адам Томпсон (англ. Adam Thompson; нар. 28 липня 1982) — колишній новозеландський тенісист.
Найвищу одиночну позицію світового рейтингу — 677 місце досяг 23 серпня 2004, парну — 597 місце — 20 березня 2006 року.
Здобув 5 парних титулів туру ITF.

## Фінали ATP Челленджер і ITF Ф'ючерс

### Одиночний розряд: 1 (0–1)
| Легенда              |
| -------------------- |
| ATP Челленджер (0–0) |
| ITF Ф'ючерс (0–1)    |

| Фінали за покриттям |
| ------------------- |
| Тверде (0–1)        |
| Ґрунт (0–0)         |
| Трава (0–0)         |
| Килим (0–0)         |

| Результат | В-П | Дата     | Турнір        | Рівень  | Покриття | Суперник      | Рахунок  |
| --------- | --- | -------- | ------------- | ------- | -------- | ------------- | -------- |
| Поразка   | 0–1 | Сер 2004 | Того F1, Ломе | Ф'ючерс | Тверде   | Комлаві Логло | 0–6, 4–6 |

### Парний розряд: 7 (5–2)
| Легенда              |
| -------------------- |
| ATP Челленджер (0–0) |
| ITF Ф'ючерс (5–2)    |

| Фінали за покриттям |
| ------------------- |
| Тверде (1–1)        |
| Ґрунт (4–1)         |
| Трава (0–0)         |
| Килим (0–0)         |

| Результат | В-П | Дата     | Турнір                | Рівень  | Покриття | Партнер              | Суперники                            | Рахунок       |
| --------- | --- | -------- | --------------------- | ------- | -------- | -------------------- | ------------------------------------ | ------------- |
| Перемога  | 1–0 | Лип 2004 | Марокко F2, Марракеш  | Ф'ючерс | Ґрунт    | Мартейн ван Гастерен | Хорді Марсе-Відрі Карлос Решак-Ітойс | 6–2, 2–6, 7–5 |
| Перемога  | 2–0 | Жов 2004 | Руанда F1, Кігалі     | Ф'ючерс | Ґрунт    | Матве Мідделкоп      | Ендрю Андерсон Паул Андерсон         | 6–2, 2–6, 6–4 |
| Перемога  | 3–0 | Бер 2006 | Єгипет F1, Каїр       | Ф'ючерс | Ґрунт    | Михайло Єлгін        | Ян Машик Міхал Навратіл              | 6–2, 6–2      |
| Поразка   | 3–1 | Лип 2007 | США F17, Пеорія       | Ф'ючерс | Ґрунт    | Хозе Стейтам         | Трой Ган Вагід Мірзаде               | 6–3, 2–6, 3–6 |
| Поразка   | 3–2 | Сер 2007 | Еквадор F1, Гуаякіль  | Ф'ючерс | Тверде   | Хозе Стейтам         | Маурісіо Ечасу Матіас Сільва         | 6–2, 4–6, 2–6 |
| Перемога  | 4–2 | Вер 2007 | Мексика F6, Монтеррей | Ф'ючерс | Ґрунт    | Арнар Сіґурдссон     | Марк Зібер Петер Гойовчик            | 6–2, 6–1      |
| Перемога  | 5–2 | Тра 2009 | Мексика F7, Селая     | Ф'ючерс | Тверде   | Кріс Клінґеманн      | Дж.П. Річі Вілл Ґрей                 | 7–6(7–4), 6–3 |